# Idioma finés
El finés o finlandés (suomi) es, junto al sueco, el idioma oficial de Finlandia. Lo hablan unos 5,3 millones de personas y es la lengua materna del 91,9 % de la población finlandesa (2004). Igualmente, lo hablan medio millón de personas en Suecia, Noruega, Estonia y Rusia, así como en Estados Unidos, Canadá y Australia, donde hay un grupo mayoritario de inmigrantes de origen finés.

## Descripción lingüística

### Clasificación
El finés es una lengua ugrofinesa, una rama de las lenguas urálicas. Está estrechamente emparentado con el estonio, con el que comparte muchas características y vocabulario. Los únicos otros idiomas relacionados, si bien mucho más lejanamente, son el húngaro, las lenguas sami (laponas), y las lenguas pérmicas (udmurto, komi, mari) y mordovas (erzya y moksha), habladas por pequeños grupos en Siberia y el sur de Rusia. Es una lengua altamente flexiva.

## Fonología y escritura

### Características fonológicas generales
El sistema fonológico del finés incluye ocho fonemas vocálicos: /ɑ/, /e/, /i/, /o/, /u/, /y/, /æ/ y /ø/. 
El número de fonemas consonánticos varía de trece a diecisiete, según se consideren autóctonos o no del sistema: /p/, /t/, /k/, (/b/), /d/, (/g/), /m/, /n/, (/f/), /s/, (/ŋ/), /h/, /l/, /ɾ/, /ʋ/ y /j/. En el idioma hablado culto se dan todos los fonemas mencionados, pero los que figuran entre paréntesis pueden prestarse a variación diatópica, diastrática o diafásica; es decir, se realizan o no dependiendo de la procedencia geográfica o sociocultural del hablante, así como de la situación de comunicación (mayor o menor grado de formalidad). 
El mismo hablante que domina varios registros de la lengua puede neutralizar, por ejemplo, el rasgo de sonoridad entre /b/ y /p/ en una situación informal, pronunciando en los dos casos solo /p/, mientras que en una situación formal mantiene este rasgo distintivo de sonoridad, diferenciando /b/ y /p/.
| Letra | AFI      |
| ----- | -------- |
| a     | /a/      |
| aa    | /aː/     |
| ä     | /æ/      |
| ää    | /æː/     |
| b     | /b/      |
| d     | /d/      |
| e     | /e/      |
| ee    | /eː/     |
| f     | /f/      |
| g     | /g/      |
| h     | /h/      |
| i     | /i/      |
| ii    | /iː/     |
| j     | /j/      |
| k     | /k/      |
| kk    | /kː/     |
| l     | /l/      |
| ll    | /lː/     |
| m     | /m/      |
| mm    | /mː/     |
| n     | /n/, /ŋ/ |
| ng    | /ŋː/     |
| nn    | /nː/     |
| o     | /o/      |
| oo    | /oː/     |
| ö     | /ø/      |
| öö    | /øː/     |
| p     | /p/      |
| pp    | /pː/     |
| r     | /r/      |
| rr    | /rː/     |
| s     | /s/      |
| ss    | /sː/     |
| t     | /t/      |
| tt    | /tː/     |
| u     | /u/      |
| uu    | /uː/     |
| v     | /ʋ/      |
| y     | /y/      |
| yy    | /yː/     |

### Vocales
|               | Anterior   | Anterior      | Posterior  | Posterior |
| No redondeada | Redondeada | No redondeada | Redondeada |           |
| ------------- | ---------- | ------------- | ---------- | --------- |
| Cerrada       | i [i]      | y [y]         |            | u [u]     |
| Media         | e [e]      | ö [ø]         |            | o [o]     |
| Abierta       | ä [æ]      |               | a [ɑ]      |           |

### Consonantes
|                   | Labial | Dental | Alveolar | Postalveolar/ Palatal | Velar  | Glotal |
| ----------------- | ------ | ------ | -------- | --------------------- | ------ | ------ |
| Nasal             | m      | n      |          |                       | ŋ 3    |        |
| Oclusiva          | p, (b) | t      | d 1      |                       | k, (ɡ) | ʔ 2    |
| Fricativa         | (f)    |        | s        | (ʃ)                   |        | h      |
| Aproximante       | ʋ      |        | l        | j                     |        |        |
| Vibrante múltiple |        |        | r        |                       |        |        |

1. /d/ es el equivalente de /t/ cuando hay gradación consonántica. Solo ocurre en medio de palabra o en préstamos lingüísticos.
2. La consonante glotal solo aparece al final de palabra como resultado de ciertos fonemas sandhi y no se representa en la ortografía.
3. La nasal velar /ŋ/ es un alófono de /n/ en /nk/, y el largo nasal velar /ŋŋ/, escrito <ng>, es el equivalente de /nk/ bajo debilitamiento de la gradación consonántica (tipo de lenición) y por lo tanto se produce solo en medio.

### Rasgos suprasegmentales y prosodia
El acento prosódico del finés cae siempre en la primera sílaba de la palabra. Ejemplos: Espanja /'espanja/ («España»), vokaali /'vokaːli/ («vocal»). En las palabras compuestas, que se forman por la combinación de varios lexemas, puede haber acentos secundarios, dependiendo de la longitud de la formación, que suelen caer en la primera sílaba de cada lexema que entra en la formación. Ejemplos: vokaalisointu /'vokaːlisointu/ («armonía vocálica»), kerrostaloasunto /'kerːostaloasunto/ («piso en un bloque de viviendas»). No obstante, en estos casos el acento más fuerte y principal suele ser el de la primera sílaba de la palabra compuesta. En la cadena hablada, naturalmente, puede haber elementos inacentuados (conjunciones, etc.).
La entonación del finés es, en comparación con el español, más sencilla en el sentido de que el esquema entonativo suele ser descendente al final del periodo, con independencia de la función que tenga el enunciado. Así, cuando en español hay normalmente una entonación ascendente al final de las oraciones interrogativas totales, por ejemplo, en finés es descendente también en estos casos: Haluatko lisää kahvia? («¿Quieres más café?»). Esto se debe al hecho de que en finés hay una diferencia morfológica entre la oración afirmativa y la interrogativa: se añade una partícula interrogativa a la palabra que forma el núcleo de la pregunta. Una afirmación como, por ejemplo, «(tú) quieres», se dice en finés «(sinä) haluat», mientras que la interrogación «¿quieres?» sería «haluatko?». En español, el rasgo distintivo es la entonación ascendente; en finés, la morfología. No obstante, hoy en día en el finés hablado coloquial se está generalizando un esquema interrogativo en el que se prescinde de la partícula interrogativa, cuya función es conferida por una inflexión ascendente al final, prácticamente como en español.
Los factores extralingüísticos, como las emociones, pueden alterar los esquemas prosódicos y entonativos. También puede haber diferencias generacionales. A veces ciertos grupos juveniles, sobre todo chicas adolescentes, tienen un sociolecto en que aparecen inflexiones entonativas ascendentes. Especialmente notoria es la entonación ascendente al final de los períodos de los habitantes jóvenes de Helsinki.

### Procesos fonológicos generales
Una característica importante de la fonotáctica del finés es la llamada armonía vocálica, es decir, que hay limitaciones fonotácticas en cuanto a la ocurrencia de las vocales en una palabra. El principio general es que en una palabra solo puede haber vocales posteriores (a, o, u) o anteriores (ä, ö, y). A este respecto, aunque las vocales "i" y "e" se definen fonéticamente como vocales anteriores, son neutrales para la armonía vocálica y pueden combinarse con ambas series. La armonía vocálica se aplica también a los morfemas derivativos o sufijos que se añaden a la raíz. Cuando en una palabra hay solamente «vocales neutras» (i, e), las vocales de los morfemas derivativos o sufijos serán anteriores. Veamos dos ejemplos:
- juhla: juhla-ssa | jylhä: jylhä-ssä; jylh-yys
- koti: koti-kaan, koti-han | kivi: kivi-kään, kivi-pä

La armonía vocálica, sin embargo, tiene algunas excepciones. Hay palabras prestadas o vocablos del argot que violentan este principio y contienen vocales tanto anteriores como posteriores. Por ejemplo, analyysi, que, cuando se añaden sufijos o morfemas derivativos, puede aceptar las dos formas: analyysi-ssä o analyysi-ssa. En las palabras compuestas, formadas por varios lexemas con vocales anteriores, posteriores o neutrales, las vocales de los elementos derivativos se definen según las vocales del lexema al que se añaden. Ejemplos:
- pitkänmatkanjuoksu («carrera de fondo»): pitkänmatkanjuoksussa («en la carrera de fondo»), cuyo análisis morfológico sería: pitkä-n-matka-n-juoksu-ssa, es decir, pitkä ("largo") + -n (genitivo) + matka ("recorrido") + -n (genitivo) + juoksu («carrera») + -ssa (inesivo).
- päässälasku («cálculo mental»): päässälaskuna («como cálculo mental»), es decir, pää-ssä-lasku-na: pää («cabeza») + -ssä (inesivo) + lasku («cálculo») + -na (esivo).

### Escritura

#### Características generales del sistema de escritura
El finés se escribe con el alfabeto latino. El alfabeto completo del finés tiene 29 letras, que por orden alfabético son las siguientes: a, b, c, d, e, f, g, h, i, j, k, l, m, n, o, p, q, r, s, t, u, v, w, x, y, z, å, ä, ö.
Sin embargo, en el alfabeto completo hay grafemas que aparecen solo en los préstamos extranjeros no asimilados –c, q, w, x, z, å– como, por ejemplo, en las palabras celsius, quickstep, watti, xerokopio y zulu. 
El grafema å, por su parte, se llama en finés «la o sueca» (ruotsalainen o) y aparece principalmente en nombres propios y apellidos de origen sueco: Åbo, Åström. Los grafemas ä y ö forman letras independientes de los grafemas a y o, y no se conciben como a y o con diéresis. Además, corresponden a fonemas distintos de estos últimos. En el teclado de los ordenadores, por ejemplo, las letras å, ä y ö tienen sus propias teclas donde el teclado Español-ISO tiene `, ´ y ñ, respectivamente. En algunos préstamos no asimilados pueden aparecer signos diacríticos que no pertenecen al sistema de escritura del finés.

#### Correspondencia entre escritura y pronunciación
La mayor parte de los fonemas del finés corresponden a un grafema; es decir, el sistema de escritura puede considerarse bastante fonemático. Hay un fonema bastante marginal, sin embargo, que carece de grafía propia: /ŋ/ que puede escribirse con "ng" (kangas), cuando es doble, "ng" o simplemente "g" cuando es sencillo (anglismi, magnum).
Los sonidos, tanto vocálicos como consonánticos, que pueden ser breves o largos, se escriben con letra sencilla o doble, respectivamente. De este modo, existen pares mínimos cuyo rasgo distintivo es la longitud del sonido: tuli/tuuli (vocales) y tuli/tulli (consonantes), que tienen significados totalmente distintos; es decir, «fuego/viento» y «fuego/aduana», respectivamente.
Se puede argumentar que algunos fonemas, concretamente los oclusivos sonoros /b/ y /g/, y en menor grado /d/, no pertenecen al sistema fonológico autóctono del finés, porque suelen aparecer principalmente en préstamos extranjeros. Por consiguiente, su pronunciación puede presentar variación diatópica, diastrática o diafásica. El fonema /b/, que es oclusivo bilabial, puede pronunciarse como sonoro, semisonoro o sordo, dependiendo del hablante o la situación de comunicación. Las mismas variantes –sonora, semisonora y sorda– pueden darse también con /g/ y /d/, siendo este último, sin embargo, un fonema alveolar (y no dental como en español). De este modo, hay hablantes en cuyo idiolecto se funden los fonemas /b/ y /p/ en /p/, por una parte, y los fonemas /g/ y /k/ en /k/, por otra, porque por la desonorización se pierde el rasgo distintivo. Así se confluyen en la pronunciación, por ejemplo, las palabras baari /baari/ («bar») y paari /paari/ («camilla»). A veces, cuando la variación es solo diafásica, el mismo hablante, con la palabra baari, pronuncia /paari/ en lenguaje coloquial y /baari/ en un estilo más formal.
También hay zonas dialectales que desconocen el fonema /f/.

#### Otras características del sistema de escritura
Además de la primera letra de la palabra que empieza una oración tras un punto, la letra mayúscula en finés se usa para distinguir todo tipo de nombres propios:
- nombres de personas (Heikki, Anna, Katariina, Jussi);
- apellidos (Virtanen, Niemelä, Honkasalo);
- países (Suomi, Espanja, Ranska);
- continentes (Eurooppa, Afrikka, Amerikka, Aasia);
- empresas (Nokia, Metso, Telia), etc.

Para distinguir los países de los idiomas correspondientes, el uso de mayúsculas y minúsculas tiene una función distintiva, ya que los primeros se escriben con mayúscula (Espanja / España) y los segundos con minúscula (espanja / el español). También se escriben con minúscula los gentilicios (suomalainen / finlandés; espanjalainen / español,-a), los días de la semana (maanantai, tiistai, keskiviikko... / lunes, martes, miércoles...), los meses (tammikuu / enero) y en general los nombres de los órganos administrativos, ministerios, dependencias policiales, tribunales, etc., a no ser que sean claramente nombre propios.
Aunque en general los tratamientos y los pronombres personales se escriben con minúscula, la mayúscula puede usarse como signo de respeto y cortesía, especialmente en la correspondencia: Te (usted), Sinä (tú), Herra Tuomari (Señor Juez). Además, la mayúscula se usa con referencia a Dios: Herra (Señor), Vapahtaja (Redentor), etc.
El uso de los signos de puntuación en finés difiere, por ejemplo, del español en que el finés tiene una puntuación casi exclusivamente gramatical, es decir, hay reglas exactas sobre su uso. El punto y coma se usa mucho menos que en español y en su lugar, dependiendo del caso, se pone el punto o la coma. Los signos de exclamación e interrogación se usan solamente al final del período, como en la mayor parte de las lenguas.

#### Otras representaciones
- Braille del finés

| Tinta | Braille | Tinta | Braille | Tinta | Braille | Tinta | Braille | Tinta | Braille | Tinta | Braille | Tinta | Braille | Tinta | Braille | Tinta | Braille |
| ----- | ------- | ----- | ------- | ----- | ------- | ----- | ------- | ----- | ------- | ----- | ------- | ----- | ------- | ----- | ------- | ----- | ------- |
| a     |         | b     |         | c     |         | d     |         | e     |         | f     |         | g     |         | h     |         | i     |         |
| j     |         | k     |         | l     |         | m     |         | n o ñ |         | o     |         | p     |         | q     |         | r     |         |
| s     |         | t     |         | u     |         | v     |         | w     |         | x     |         | y     |         | z     |         | å     |         |
| ä     |         | ö     |         |       |         |       |         |       |         |       |         |       |         |       |         |       |         |

## Morfosintaxis

### Sintagma nominal

#### Características generales del sintagma nominal
Los casos gramaticales o la flexión morfológica no es exclusivamente nominal, sino que afecta también a adjetivos, formas nominales del verbo, algunos adverbios y adposiciones. En finés los casos forman una categoría morfosintáctica y morfosemántica, que se identifica con la desinencia o flexión. En total, en finés hay 15 casos, que pueden dividirse en tres grupos: casos gramaticales, casos semánticos y casos marginales. Los primeros se identifican, principalmente, con las principales funciones gramaticales, es decir, sujeto, objeto y atributo; los segundos, también llamados casos locativos, tienen un significado más inherente; y, los terceros, aunque también podrían agruparse entre los casos semánticos por tener un significado inherente, se llaman así debido a su uso más restringido.
En la tabla aquí abajo, se presenta la flexión nominal, en singular, con un lexema, talo («casa»), para ilustrar las desinencias que se añaden a la raíz. No obstante, conviene observar que con muchos lexemas puede haber también cambios en la raíz y que las desinencias presentadas no son las únicas, ya que su forma depende del lexema. El caso de talo, sin embargo, sirve para ilustrar la flexión regular.
| Casos gramaticales | Ejemplo   | Traducción al español       | Observaciones |
| ------------------ | --------- | --------------------------- | --- |
| Nominativo         | talo      | casa                        | (el nominativo no tiene desinencia flexiva)                                                                                           |
| Partitivo          | taloa     |                             | parte de un conjunto, cantidad, etc.                                                                                                  |
| Genitivo           | talon     | de la casa                  | posesión |
| Acusativo          | –         | –                           | solo con pronombres personales. Toma la forma del genitivo en singular para indicar una acción completa: ostan talon, compró una casa |
| Casos semánticos   |           |                             | |
| Inesivo            | talossa   | dentro de la casa           | localización dentro de algo |
| Elativo            | talosta   | de la casa                  | movimiento afuera, «salir de» |
| Ilativo            | taloon    | a la casa                   | movimiento adentro, «entrar en» |
| Adesivo            | talolla   | cerca de, junto a la casa   | localización adyacente |
| Ablativo           | talolta   | desde la casa               | alejamiento de localización adyacente                                                                                                 |
| Adlativo           | talolle   | hacia la casa               | acercamiento a localización adyacente                                                                                                 |
| Esivo              | talona    | como casa                   | condición o cualidad |
| Translativo        | taloksi   | (convertirse en casa)       | cambio de condición |
| Casos marginales   |           |                             | |
| Comitativo         | taloineen | con su(s) casa(s)           | en compañía de algo |
| Instructivo        | taloin    | (solo plural) con las casas | instrumento |
| Abesivo            | talotta   | sin la casa                 | ausencia de algo |

Además los casos tienen su correspondiente en plural. Siguiendo con el ejemplo de talo:
| Caso               | Ejemplo  | Traducción al español       | Observaciones                         |
| ------------------ | -------- | --------------------------- | ------------------------------------- |
| Casos gramaticales |          |                             |                                       |
| Nominativo         | talot    | casas                       |                                       |
| Partitivo          | taloja   |                             | parte de un conjunto, cantidad, etc.  |
| Genitivo           | talojen  | de las casas                | posesión                              |
| Acusativo          | talot    |                             | -                                     |
| Casos semánticos   |          |                             |                                       |
| Inesivo            | taloissa | dentro de las casas         | localización dentro de algo           |
| Elativo            | taloista | de las casas                | movimiento afuera, «salir de»         |
| Ilativo            | taloihin | a las casas                 | movimiento adentro, «entrar en»       |
| Adesivo            | taloilla | cerca de, junto a las casas | localización adyacente                |
| Ablativo           | taloilta | desde las casas             | alejamiento de localización adyacente |
| Adlativo           | taloille | hacia las casas             | acercamiento a localización adyacente |
| Esivo              | taloina  | como casas                  | condición o cualidad                  |
| Translativo        | taloiksi | (convertirse en casas)      | cambio de condición                   |

El sintagma nominal en finés tiene normalmente la estructura adjetivo-sustantivo y, en el caso de que el adjetivo sea atributo del sustantivo, los dos llevan el mismo caso. Veamos la combinación de pieni («pequeño») y talo («casa»):
- Nominativo: pieni talo (una casa pequeña)
- Partitivo: pientä taloa
- Genitivo: pienen talon (de la casa pequeña)
- Inesivo: pienessä talossa (en una casa pequeña)
- Elativo: pienestä talosta
- Ilativo: pieneen taloon, etc.

#### Sustantivo
El finés carece de género gramatical y artículos, sean indeterminados o determinados. Por lo tanto, la indeterminación o determinación del sintagma nominal puede establecerse mediante la posición del sintagma en la oración, según se trate de información nueva o conocida y, por tanto, de sintagma nominal indeterminado o determinado. Veamos un ejemplo:
- Puistossa on mies. Mies soittaa kitaraa. («En el parque hay un hombre. El hombre toca la guitarra»)

En el ejemplo el sustantivo mies («hombre») aparece, en ambas frases, en el caso nominativo, pero en la primera se presenta como información nueva, y en la segunda, como conocida, es decir, indeterminado y determinado, respectivamente. 
El sustantivo en finés se flexiona en 15 casos gramaticales, presentados en el apartado anterior. La desinencia del plural es -t en el caso nominativo, en otros casos suele ser el morfema -i-, el cual se añade entre la raíz y la flexión casual. A veces la añadidura de la desinencia supone modificaciones en la raíz de la palabra. Ejemplos de sustantivos flexionados en singular y plural:
- Nominativo: talo : talot («casa : casas»); koira : koirat («perro : perros»); katu : kadut («calle : calles»)
- Genitivo: talon : talojen («de la casa : de las casas»); koiran : koirien («del perro : de los perros»); kadun : katujen («de la calle : de las calles»)
- Inesivo: talossa : taloissa («en la casa : en las casas»); koirassa : koirissa («en el perro : en los perros»)
- Adesivo: kadulla : kaduilla («en la calle : en las calles»)

## Aspectos históricos, sociales y culturales

### Uso y distribución

#### Distribución geográfica
El finés es la lengua oficial de Finlandia. Además, se habla en algunas regiones de Estonia, Noruega, Suecia y Rusia, en este último país, concretamente en la República de Carelia, fronteriza con Finlandia, el finés goza de reconocimiento como lengua minoritaria.

### Dialectología y variantes

#### Dialectos

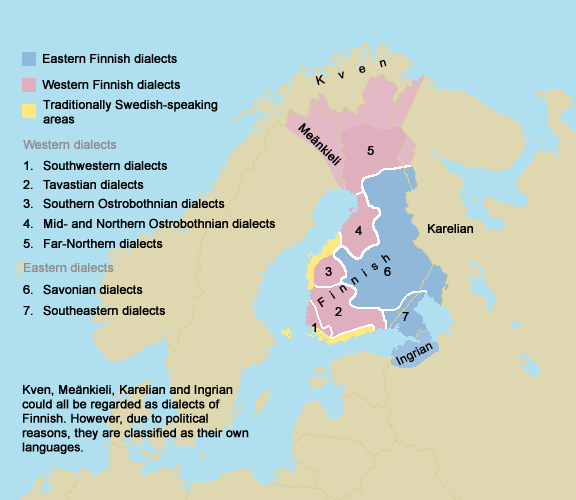

Los dialectos del finés se dividen en dos grupos principales: los dialectos del este (itämurteet) y los del oeste (länsimurteet).

#### Los dialectos del este (itämurteet)
Los dialectos del este se dividen en dos grupos principales, los de la región de Savo (savolaismurteet) y los de sudeste (kaakkoismurteet).
Los dialectos de las siguientes regiones pertenecen al grupo de dialectos de la región de Savo:
- Savo
- Pohjois-Karjala (Karelia del Norte)
- Keski-Suomi
- Kainuu
- Koillismaa
- Päijät-Häme (parcialmente)

En estas zonas se hablan los dialectos de sudeste: 
- Etelä-Karjala (Karelia del Sur)
- Karjalankannas
- los alrededores de San Petersburgo, Rusia

#### Los dialectos del oeste (länsimurteet)
Los dialectos del oeste se dividen en los siguientes grupos:
- los dialectos del sudoeste (lounaismurteet), hablados en:
  - Varsinais-Suomi
  - Satakunta
- los dialectos de Häme (hämäläismurteet), hablados en:
  - Häme
  - Päijät-Häme (parcialmente)
- los dialectos del sur de Pohjanmaa (eteläpohjalaismurteet), hablados en:
  - Etelä-Pohjanmaa (sur de Pohjanmaa)
- los dialectos del centro y del norte de Pohjanmaa, hablados en:
  - Keski-Pohjanmaa (centro de Pohjanmaa)
  - Pohjois-Pohjanmaa (norte de Pohjanmaa)
- los dialectos del extremo norte de Pohjanmaa (peräpohjalaismurteet), hablados en:
  - Lappi (Laponia)

#### Otros dialectos
Además de las divisiones principales mencionadas, existe una gran variedad de dialectos menores, incluso a tal extremo que en un pueblo el finés que se habla es diferente del finés del pueblo vecino.
Las grandes ciudades también tienen sus dialectos propios. Entre estos se destacan sobre todo el de Helsinki, conocido como stadin slangi («slang de la capital»), el de Turku, el de Tampere y el de Oulu.

### Sistemas lingüísticos derivados
En la zona de Finnmark, Noruega, existe una variante de finés llamada
kveenin kieli (idioma de los kveeni o kven). 
En la frontera entre Finlandia y Suecia, a los dos lados del río Tornionjoki, se habla una variante de finés conocida como meän kieli (‘nuestro idioma’).
En algunas zonas de los Estados Unidos y Canadá se encuentra la variante de finés fingelska, un pidgin entre el finés y el inglés.

## Literatura

### Obras y autores destacados
- Arto Paasilinna: Ulvova mylläri (1981). Publicado en castellano como "El molinero aullador" (Editorial Anagrama, 2004). O Jäniksen vuosi (1975) publicado en castellano como El año de la liebre.
- Pentti Saarikoski. Poeta y escritor muy conocido en Finlandia y en el resto de los países nórdicos. Sus obras no se han traducido al castellano.
- Mika Waltari: Sinuhe egyptiläinen (1945). Publicado en castellano como "Sinuhé el Egipcio".

## Breve vocabulario
- Kyllä = Sí (formal)
- Joo = Sí (informal)
- Ei = No (Nota: En finés la palabra ei es un verbo y por lo tanto se conjuga.)
- Moi! = ¡Hola! / ¡Chau! (como en el italiano ciao)
- Hei! = ¡Hola!
- Terve = Buenas
- Näkemiin! = ¡Adiós! (formal)
- Heippa = Adiós (informal)
- (Minä) rakastan sinua = Te quiero
- Hyvää huomenta = Buenos días (solo se usa por la mañana)
- Hyvää iltaa = Buenas tardes/noches
- Hyvää päivää = Buenos días/Buenas tardes
- Hyvää yötä = Buenas noches (No se usa como un saludo, sino que para desear buenas noches al irse a dormir.)
- Kiitos = Gracias
- Anteeksi = Lo siento / Perdón
- –Mitä kuuluu? = ¿Qué tal? /¿Cómo estás?

–Kiitos, hyvää. = Gracias, (muy) bien.
- Meille vai Teille = ¿A tu casa o a mi casa?
- Paljon kiitoksia/Kiitos paljon = Muchas gracias
- Puhutko (sinä) espanjaa? = ¿Hablas español?
- Puhutko (sinä) englantia? = ¿Hablas inglés?
- Puhutko (sinä) suomea? = ¿Hablas finés?
- Tervetuloa = Bienvenido
- Hyvää matkaa = Buen viaje
- Olkaa hyvä = Por favor
- Mielihyvin = Es un placer
- Pyhäpäivä = Día de fiesta
- Maanantai (ma) = Lunes (lu)
- Tiistai (ti) = Martes (ma)
- Keskiviikko (ke) = Miércoles (mi)
- Torstai (to) = Jueves (ju)
- Perjantai (pe) = Viernes (vi)
- Lauantai (la) = Sábado (sa)
- Sunnuntai (su) = Domingo (do)
- Aamu = Mañana
- Päivä = Día
- Ilta = Tarde
- Yö = Noche
- Talvi = Invierno
- Kevät = Primavera
- Kesä = Verano
- Syksy = Otoño
- Karhu= Oso
- Lintu = Pájaro
- Koulu = Colegio
- Pyhäkoulu = Catequesis
- Vaara = Peligro
- Uskonto = Religión
- Sota = Guerra
- Valo = Luz
- Ydinsota = Guerra nuclear
- Olut = Cerveza
- Kissa = Gato
- Ruoka = Comida
- Aamiainen = Desayuno
- Lounas = Comida / Almuerzo
- Päivällinen / Illallinen = Cena